# Rúben Ferreira
Pour les articles homonymes, voir Ferreira.
Rúben Ferreira, né le 17 février 1990 à Funchal, est un footballeur portugais. Il évolue au CS Marítimo au poste d'arrière droit.

## Biographie

### En club
Ruben Ferreira joue six matchs en Ligue Europa avec le CS Marítimo.